# جميل الشبلي
جميل الشبلي (مواليد 9 أبريل 1979)، هُو رياضي بارالمبي أردني مُتخصص في مُنافستي رمي الجلة ورفع الأثقال.

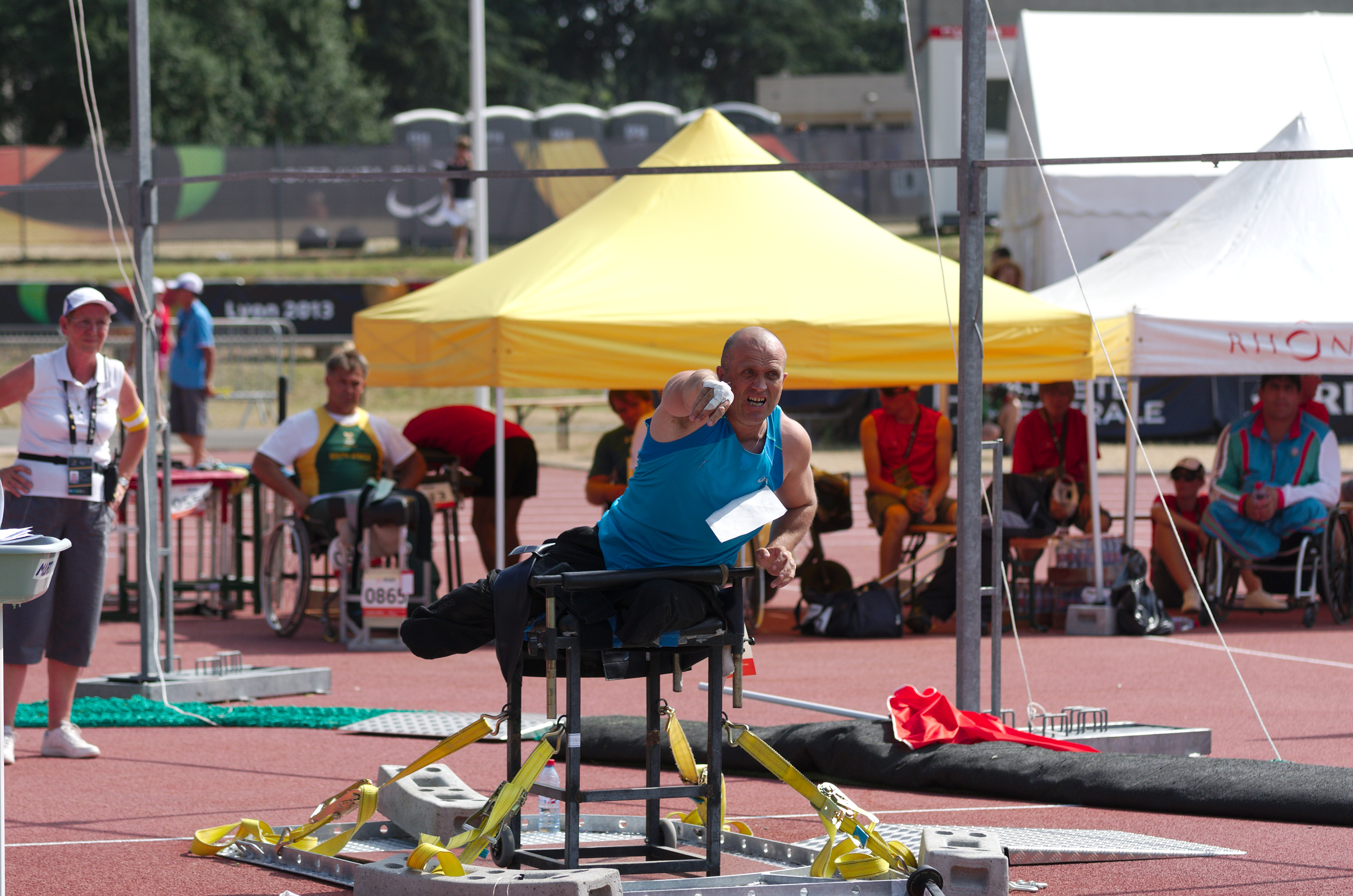
جميل الشبلي خلال مُشاركته في بطولة العالم لسنة 2013

حاز جميل الشبلي على ميدالية فضية خلال مُشاركته في مُنافسة رمي الجلة لفئة F57 ‏ خلال دورة الألعاب البارالمبية الصيفية 2004، كما فاز أيضا بميدالية فضية أخرى في نفس المُنافسة خلال دورة 2008 في بكين عاصمة الصين. في 2016، حاز جميل على ميدالية برونزية في مُنافسات رفع الأثقال في وزن +107 كلغ ‏ ضمن دورة الألعاب البارالمبية الصيفية 2016 في ريو دي جانيرو في البرازيل، كما حقق الميدالية الفضية خلال مُنافسات نفس الوزن ضمن دورة 2020 في طوكيو.

## وصلات خارجية
- جميل الشبلي على موقع Paralympic.org (الإنجليزية)